# Epimedes (Daktyle)
Epimedes (altgriechisch Ἐπιμήδης Epimḗdēs) ist in der griechischen Mythologie einer der idäischen Daktylen.
Nach Pausanias vertraut die Titanide Rhea ihren neugeborenen Sohn Zeus den fünf aus dem kretischen Idagebirge stammenden Daktylen an, damit sie ihn vor seinem Vater Kronos beschützen. Pausanias identifiziert die Daktylen dabei mit den Kureten. Im Zeusheiligtum Olympia hatte er wie jeder der idäischen Daktylen einen eigenen Altar.